# راسکول

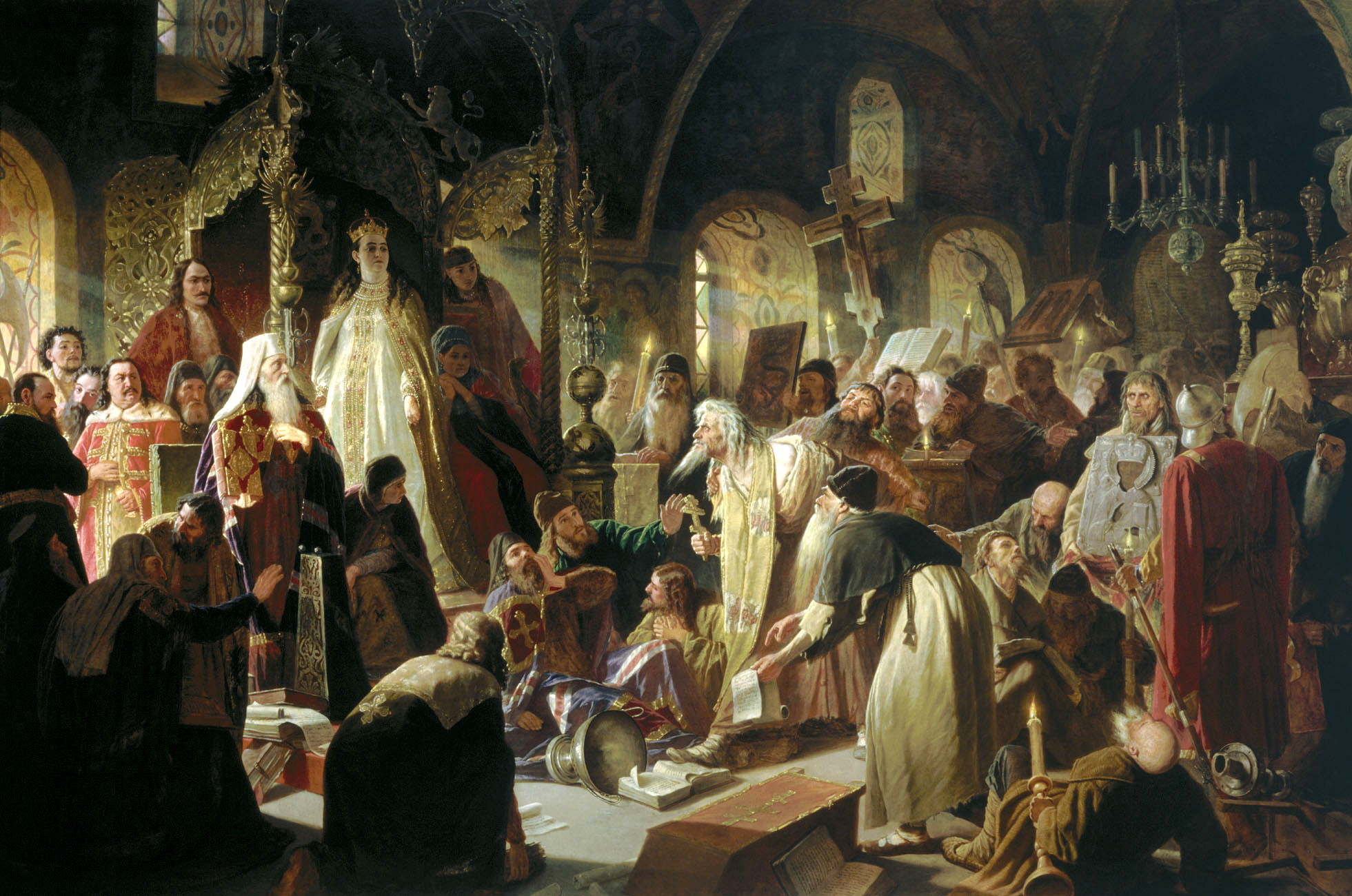
یک کشیش باورمند کهن با یک پاتریارک دربارهٔ ایمان بحث می‌کند نقاشی اثر واسیلی پروف (۱۸۸۰)

راسکول (به روسی: раскол، به معنی جدایی یا انشعاب) به جدایش کلیسای ارتدکس روسی و استقلال آن و ایجاد جنبش باورمندان کهن در پی آن در نیمه قرن ۱۷ میلادی اشاره می‌کند. ایجاد اصلاحاتی در کلیسای ارتدکس روسیه در سال ۱۶۵۳ توسط پاتریارک نیکون مسکو منجر به جدایی کلیسای روسی از یونانی شد و راسکول را رقم زد.
از نظر واژه‌شناسی، راسکول مرتبط با نام خانوادگی «رادیون راسکولونیکف»، شخصیت اصلی رمان معروف جنایت و مکافات اثر داستایفسکی است. داستایفسکی اسم راسکولنیکف را برای شخصیتی دوگانه وی که خود را به شکل متفکری حساس یا دیوانه‌ای تبر به دست آشکار می‌کند برگزید.